# St. James (Maryland)
St. James es un lugar designado por el censo ubicado en el condado de Washington en el estado estadounidense de Maryland. En el Censo de 2010 tenía una población de 2.953 habitantes y una densidad poblacional de 188,64 personas por km².

## Geografía
St. James se encuentra ubicado en las coordenadas 39°34′26″N 77°44′54″O / 39.57389, -77.74833. Según la Oficina del Censo de los Estados Unidos, St. James tiene una superficie total de 15.65 km², de la cual 15.65 km² corresponden a tierra firme y (0%) 0 km² es agua.

## Demografía
Según el censo de 2010, había 2.953 personas residiendo en St. James. La densidad de población era de 188,64 hab./km². De los 2.953 habitantes, St. James estaba compuesto por el 83.58% blancos, el 7.89% eran afroamericanos, el 0.03% eran amerindios, el 4.81% eran asiáticos, el 0.14% eran isleños del Pacífico, el 1.63% eran de otras razas y el 1.93% pertenecían a dos o más razas. Del total de la población el 4.91% eran hispanos o latinos de cualquier raza.